# Тузкан
Тузка́н (узб. Tuzkon, Тузкон) — бессточное солоноватое озеро в Узбекистане, входящее в Арнасайскую систему озёр, второе по величине озеро системы после Айдаркуля. Площадь поверхности — 705 км².. Высота над уровнем моря — 237 м.
В отличие от других водоёмов Арнасая, которые целиком сформировались из сбросовых вод, озеро Тузкан имеет древнее естественное происхождение, хотя и значительно преобразовано в ходе деятельности человека.

## Географическое описание
Озеро Тузкан находится в Фаришском районе Джизакской области, в 56 километрах к северо-востоку от города Джизака. Оно расположено в крайней восточной части пустыни Кызылкум.

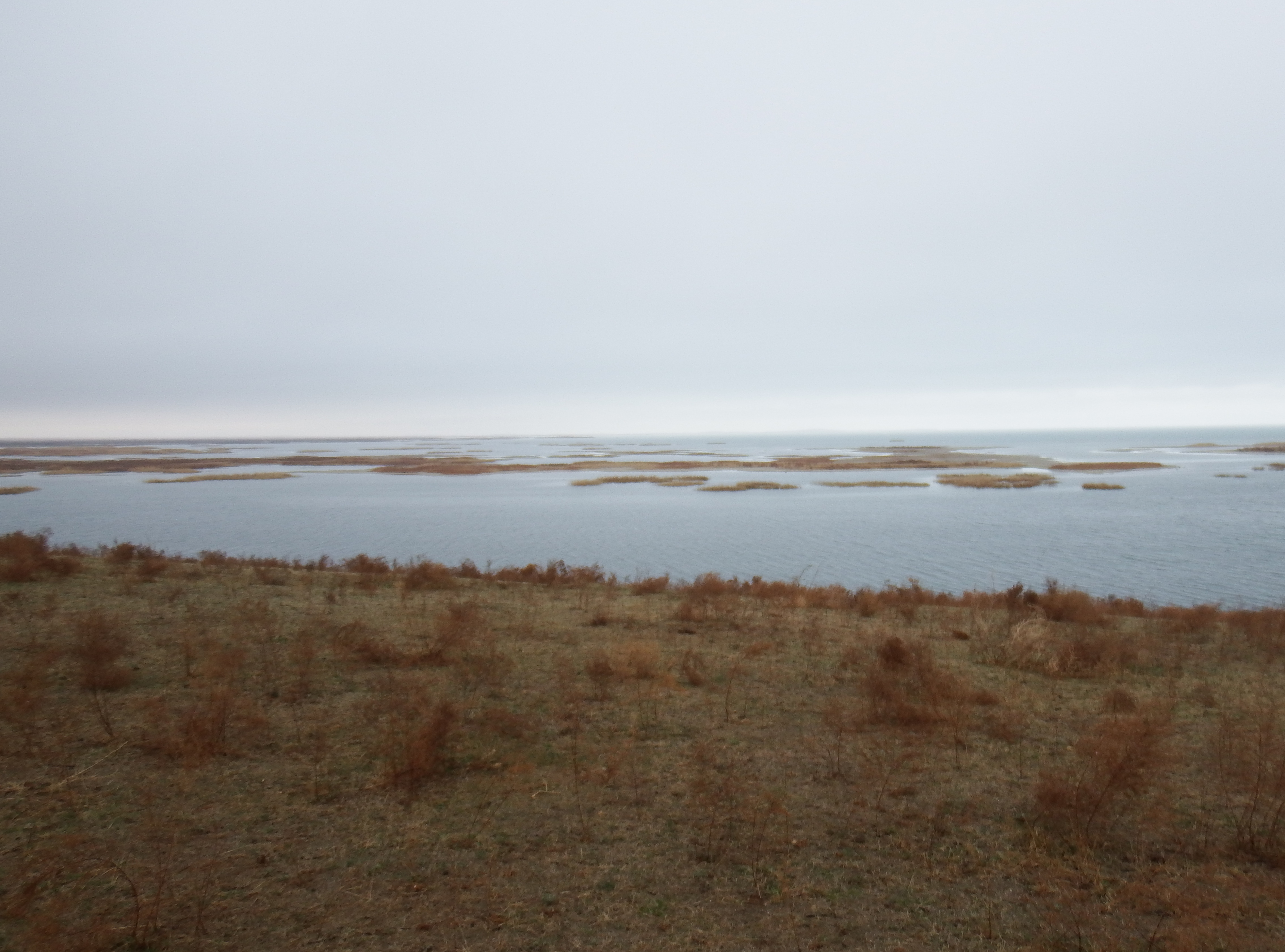
Южный берег озера Тузкан

В Арнасайской системе Тузкан занимает самое южное положение, соединяясь на северо-западе с Айдаркулем. Озеро вытянуто в направлении северо-запад — юго-восток и имеет приблизительно треугольную форму. Современная длина озера — 35 километров, ширина составляет 22—25 км, с учётом заливов на восточном побережье — до 35 км. Как и другие озёра системы, Тузкан не имеет постоянных очертаний. Около 15—20 % водной поверхности зарастает.
Береговая линия на северо-востоке сильно изрезана, формируя множество узких и длинных мелководных заливов. Некоторые из них отшнурованы в отдельные водоёмы. Пространства воды часто окружены солончаком. Эта часть озера также изобилует островками. К ней прилегает пустынная равнина, местами поросшая саксаулом, попадаются камышовые заросли.
К югу контур берега выравнивается. На южной оконечности в Тузкан впадают солоноватая река Клы (название Санзара в нижнем течении), Акбулакский и Центрально-голодностепинский коллекторы. Недалеко от большого водоёма здесь располагаются солёные озёрца Тогай и Тузчикудуккуль. Близлежащая местность заболочена.
Юго-западный берег смыкается с невысоким хребтом Писталитау (отрог Нуратинского хребта). С запада к Тузкану подступают пески, попадаются холмы.

## История
До 1969 года Тузкан представлял собой небольшое озеро, которое испытывало резкие сезонные колебания уровня воды, иногда полностью высыхая. По мнению гидрогеолога Н. А. Кенесарина, оно являлось остаточным водоёмом, сохранившимся от крупного бассейна Арало-Каспийского времени.
В 1969 году в результате катастрофического сброса воды (21 км³) из Чардаринского водохранилища, была заполнена Айдарская впадина, с которой и соединилось естественное озеро. Так как последующее интенсивное высыхание отрицательно сказывалось на экологическом состоянии водной системы, в 1980 году перемычка между Айдаркулем и Тузканом была перегорожена дамбой с регулируемым сливом. В 1994 году после нового масштабного сброса (9,3 км³) пропускные сооружения оказались разрушены, северный берег Тузкана частично ушёл под воду, и два озера соединились на значительном протяжении.